# Ірина-Лоредана Стенкулєску
Пані Ірина — Лоредана Стенкулєску (рум. Irina - Loredana Stănculescu) — румунський адвокат та дипломат. Генеральний консул Румунії у Чернівцях (з 2018).

## Життєпис
Ірина — Лоредана Стенкулєску є докторантом Бухарестської академії економічних досліджень, за фахом «Правознавство». Вона закінчила докторантуру Інституту правових досліджень. Також пройшла Докторські та пост-докторські студії в рамках проекту «Горизонт 2020: Просування національних інтересів через удосконалення, конкурентоспроможність та відповідальність у фундаментальних румунських наукових дослідженнях та румунському прикладному досвіді». Навчалася на пост-університетських студіях у Бухарестському університеті на юридичному факультеті, за спеціалізацією «Конституційні і політичні інституції», а також у Бухарестській академії економічних досліджень за спеціалізацією «Особливі контракти міжнародної торгівлі».
Ірина-Лоредана Стенкулеску розпочала свою професійну кар'єру 2000 року як стажер-юрист. Також вона має 7-річний досвід роботи в юридичній компанії «Musetescu, Stanculescu and Associates». Працювала на різних менеджерських та управлінських посадах у компанії Petrom SA та в інших юридичних фірмах Бухаресту. Працювала тренером в рамках програми професійної підготовки адвокатів у складі Національного інституту підготовки та підвищення кваліфікації адвокатів, і як медіатор в Раді медіації Румунії. Має декілька сертифікатів в галузі внутрішнього румунського та європейського законодавства.
З 27 вересня 2018 року — розпочала місію генерального консула Румунії в Чернівцях (Україна).

## Автор наукових праць
- Автор низки наукових статей у галузі права в румунських та закордонних спеціалізованих журналах.